# Schloss Waldberg

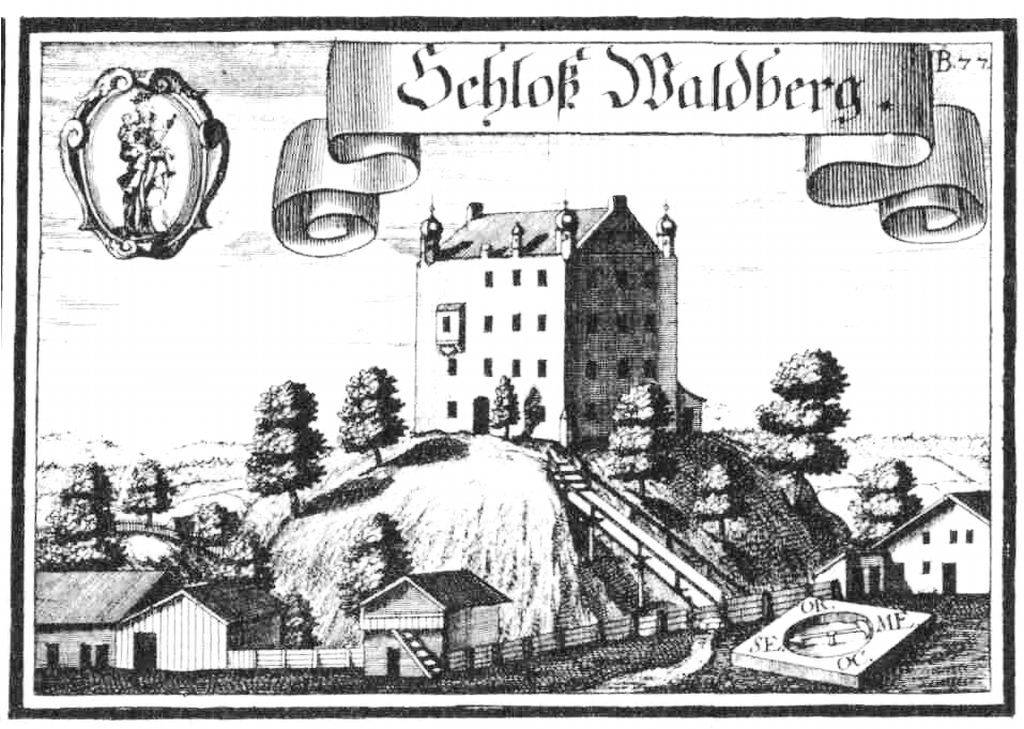
Schloss Waldberg nach einer Radierung von Michael Wening von 1721

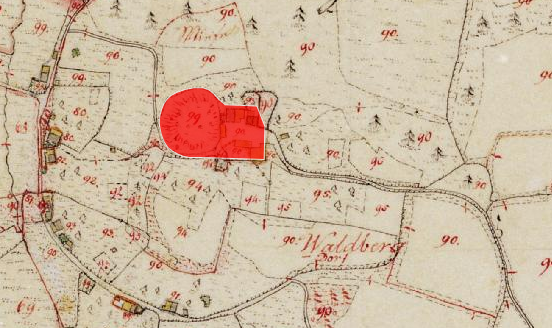
Lageplan von Schloss Waldberg auf dem Urkataster von Bayern

Das abgegangene Schloss Waldberg lag im Ortsteil Waldberg der Gemeinde Reischach im Landkreis Altötting von Bayern. Die Anlage wird als Bodendenkmal unter der Aktennummer D-1-7642-0007 im Bayernatlas als „Burgstall des späten Mittelalters und der frühen Neuzeit ("Schloss Waldberg") mit zugehörigem Wirtschaftshof“ geführt. 

## Lage
Das Schloss lag etwas nordwestlich des Gipfels des Wald- oder Schlossberges, ca. 710 m ostsüdöstlich der Kirche des Nachbarortes Arbing in dessen Gemarkung. 

## Geschichte
Die Erbauer des Schlosses waren 1342 die Perger (Herren Perge von Perg). Deren Namen stammt vermutlich von dem Ort Berg bei Arbing. Hier ist 1269 dieses Geschlecht, das zum Bau der Kirche St. Veit in Berg beigetragen hat, erstmals genannt. 1375 wird als Besitzer der Hofmarken Arbing und Waldberg Ulrich der Perger, Sohn von Hans der Perger († vor 1392), genannt. Dann ging der Besitz über dessen Nichte Elisabeth als Heiratsgut an Hans von Trenbeck, herzoglicher Pfleger und Forstmeister zu Oettingen. Von 1461 ist eine Urkunde erhalten, mit der Thomas von Trenbeck Waldberg an seinen Vetter Hans, Mautner von Schärding, verkauft. Von diesem († 1463) ging der Besitz an seinen Sohn Georg über, Pfleger von Kraiburg und Reichenhall. Von den sieben Kindern des Georgs († 1515) erbte zuerst der älteste Sohn Wilhelm diesen Besitz, nach seinem kinderlosen Tod († 1566) sein Bruder Hans, Landhofmeister und Viztum zu Burghausen. Von dessen Söhnen war Hans Georg († 1590) der Alleinerbe. Sein Sohn und Alleinerbe Hans Christoph war der letzte der Trenbecks († 21. März 1637). Sein Besitz wurde unter seinen Schwestern aufgeteilt, wobei Anna Maria, seit 1617 verehelichte von Gumppenberg, die Hofmarken Waldberg, Arbing und Neubau erhielt. Deren Tochter Elisabeth brachte diese Güter in ihre Ehe mit Hans Joachim Freiherr von Leibelfing ein. 1646 verkaufte Leibelfing diese Güter an Hanns Ulrich Mändel, Freiherr von Deutenkirchen. Sein Sohn und Erbe (1685) Anton Joseph Mändel verschuldete sich so sehr, dass seine Güter auf die Gant kamen. 1727 erwarb Waldberg und Arbing Maria Caroline Charlotte von Spreti, geb. von Ingenheim. Am 18. April 1730 verkaufte sie diese Besitzungen an Graf Ignaz von Törring-Jettenberg, der diese in seine Hofmark Winhöring einantwortete. Die weitere Geschichte entspricht dann der der Hofmark Winhöring. Die Burg Waldburg wurde von Joseph August von Törring-Gutenzell am 7. Juli 1808 allodifiziert.
Ende des 18. Jahrhunderts wurde das Schloss von dem Stadtmaurermeister von Neuötting ersteigert und dann abgerissen. 

## Baulichkeit von Schloss Waldberg
Nach Darstellung des Kupferstechers Michael Wening von Anfang des 18. Jahrhunderts war Schloss Waldberg ein viergeschossiges, auf einem Hügel liegender spätgotischer Kastenbau. An den Ecken waren kleine Scharwachttürme angebracht, die mit Zwiebeltürmen bekrönt waren. Eine steile Brücke führte zu dem Schloss, unterhalb grenzte ein Palisadenzaun den Schlossbereich von den bäuerlichen Gebäuden ab.
Erhalten sind Spuren des Grabens und der Turmhügel.